# 1957 en Saskatchewan
Chronologie de la Saskatchewan
- 1953
- 1954
- 1955
- 1956
- 1957
- 1958
- 1959
- 1960
- 1961

Cette page concerne des événements d'actualité qui se sont produits durant l'année 1957 dans la province canadienne de la Saskatchewan.

## Politique
- Premier ministre : Tommy Douglas
- Chef de l'Opposition :
- Lieutenant-gouverneur : William John Patterson
- Législature :